# دیویدوف
دیویدوف (انگلیسی: Davidoff) شرکت تنباکوی سوئیسی است، که در زمینه تولید و عرضه انواع سیگار و سیگار برگ، توتون و انواع لوازم جانبی دخانیات، فعالیت می‌نماید.
شرکت دیویدوف در سال ۱۹۳۶ توسط زاینو دیویدوف در شهر ژنو تأسیس شد و امروزه کارخانجات آن در کشورهای هندوراس و جمهوری دومینیکن مستقر می‌باشد و تنباکو مورد نیاز خود را از کشورهای جمهوری دومینیکن، نیکاراگوئه، برزیل، پرو، مکزیک، اکوادور، هندوراس و ایالات متحده آمریکا تأمین می‌کند. دفتر مرکزی دیویدوف در شهر بازل، سوئیس قرار دارد.